# 하남군
하남군(河南郡)은 중국 한나라에서부터 당나라까지 존속한 군으로, 전국 시대와 진나라에서는 삼천군(三川郡, 參川郡)이라 했다. 후한에서는 서울 낙양을 관할하면서 하남태수 대신 하남윤(河南尹)을 두었다.

## 전국·진
한선혜왕이 삼천군이란 이름으로 처음 설치했다. 이 이름은 군에 황허·뤄허·이수(伊水) 세 강이 있는 데서 비롯한다. 기원전 249년, 진나라가 한나라를 공격해 한나라가 성고와 공 땅을 바치면서 진나라에서 삼천군을 재설치했다. 치소는 낙양현이다. 유물과 문헌에서 확인되는 속현은 다음과 같다.
| 현명 | 한자 | 대략적 위치                                       | 비고                                                                                                   |
| ---- | ---- | ------------------------------------------------- | --- |
| 낙양 | 雒陽 | 허난성 뤄양시 부근                                | 진나라 봉니 “낙양승인”(雒陽丞印)                                                                       |
| 권   | 卷   | 허난성 위안양현 서                                | 진나라 봉니 “권승지인”(卷丞之印)                                                                       |
| 신안 | 新安 | 허난성 이마시 신안고성(新安故城)                  | 진나라 봉니 “신안승인”(新安丞印)                                                                       |
| 화양 | 華陽 | 허난성 신정시 남동 화양채(華陽寨)                 | 진나라 봉니 “화양승인”(華陽丞印)                                                                       |
| 의양 | 宜陽 | 허난성 이양현 서                                  | 진나라 봉니 “의양지승”(宜陽之丞) 등                                                                    |
| 노씨 | 盧氏 | 허난성 루스현 하남노씨고성(河南盧氏故城)          | 진나라 봉니 “노씨승인”(盧氏丞印)                                                                       |
| 구씨 | 緱氏 | 허난성 옌스시 활성촌(滑城村) 활성촌고성           | 진나라 봉니 “구씨승인”(緱氏丞印)                                                                       |
| 평음 | 平陰 | 허난성 멍진현 동, 황허에 침식됨                   | 진시황릉 서측 조배호촌 진나라 형도의 묘에서 출토된 와각도문에 “평음거? 북유공사등”(平陰居? 北游公士滕” |
| 신성 | 新城 | 허난성 이촨현 남서 신성고성(新城故城)             | 시안 상가항에서 출토된 진나라 봉니 “신성승인”(新城丞印) 등                                             |
| 섬   | 陝   | 허난성 산저우구                                   | 1957년 산저우구 진나라 묘에서 출토된 도기에 찍힌 “섬시”(陝市) 등                                       |
| 초   | 焦   |                                                   | 진나라 도문에 “초정”(焦亭), 위나라 “초”(焦)과 등                                                       |
| 하남 | 河南 | 허난성 뤄양시 서부 소둔촌 한하남성(漢河南縣城)    | 뤄양 주왕성과 하남현성 터에서 출토된 도장에 “하시”(河市) 등                                            |
| 형양 | 滎陽 | 허난성 정저우시 북서 60여리 밖 형양고성(滎陽故城) | 청대 진개기(陳介祺)가 소장한 전세 진나라 도문에 “형시”(熒市)                                           |
| 경   | 京   | 허난성 싱양시 경양고성(京襄故城)                  | 허난성 형양고성에서 출토된 진나라 도문에 “경곡”(京斛) 등                                               |
| 성고 | 成皋 | 허난성 궁이시 북동                                | 《질률》에 “성고”현                                                                                    |
| 양무 | 陽武 | 허난성 위안양현 남동                              | 시안 상가지에서 출토된 진나라 봉니에 “양무승인”(陽武丞印) 등                                           |
| 양   | 梁   | 허난성 루저우시                                   | 《질률》에 “양”현                                                                                      |
| 중모 | 中牟 | 허난성 중무현                                     | 《질률》에 “중모”현                                                                                    |
| 공   | 鞏   | 허난성 궁이시 강북고성(康北故城)                  | |
| 곡성 | 轂城 | 허난성 뤄양시 서                                  | |
| 민지 | 黽池 | 허난성 몐츠현 북서                                | 진나라 병마용박물관에서 소장한 진나라 의양정(宜陽鼎) 명문에 “민”(黽)                                   |
| 윤씨 | 倫氏 | 허난성 덩펑현 남서 70리 영양진(潁陽鎭)            | 전세 전국 한나라 병기 7년윤씨령과 명문에 “칠년윤씨명...”(七年侖氏命...) 등                             |

이 중 초현은 위나라에서 진나라가 탈취한 것으로 보인다.

## 전한
진나라 멸망 후에는 항우의 십팔제후왕 중 신양이 분봉된 하남나라였다. 고제가 신양의 항복을 받아 하남나라를 병합하고서 그대로 군으로 전환했다. 원시 2년(2년)의 인구조사에 따르면 27만 6444호, 174만 279명, 22현을 관할했다. 하동군·하내군과 함께 삼하(三河)라 하여, 주에 속하지 않고 사례교위의 관할을 받았다. 아래의 속현 목록은 《한서》지리지의 내용이다. 원연·수화 연간으로 여겨지며, 일반적으로 첫 현이 군국의 치소로 간주된다. 현대의 뤄양 시 동부와 덩펑 시를 제외한 정저우 시 대부분을 관할했다.
| 현명 | 한자 | 대략적 위치          | 비고 |
| ---- | ---- | -------------------- | --- |
| 낙양 | 雒陽 | 뤄양시 동            | |
| 형양 | 滎陽 | 정저우시 싱양시 북동 | 변수(卞水)와 빙지(馮池)가 모두 남서에 있다. 낭탕거(狼湯渠)가 제수(泲水)를 받아 남동으로 진(陳)에서 영(穎)으로 들어가니, 네 군(하남·진류·여남·회양)을 지나 780리를 간다.                                                    |
| 언사 | 偃師 | 뤄양시 옌스시 동     | 이 군의 시향(尸鄕)은 은나라 탕의 도읍이다. |
| 경   | 京   | 정저우시 싱양시 남동 | 안사고에 따르면 정나라 공숙이 있던 곳이다. |
| 평음 | 平陰 | 뤄양시 멍진현 북     | 응소에 따르면 평성(平城)의 남쪽이라서 이름이 이렇게 붙었다. |
| 중모 | 中牟 | 뤄양시 중무현 동     | 포전택(圃田澤)이 서에 있으니 예주수(豫州藪)다. 관숙읍(莞叔邑)이 있으니 조 헌후가 경(耿)에서 이곳으로 천도했다. |
| 평   | 平   | 뤄양시 멍진현 동     | |
| 양무 | 陽武 | 신샹시 위안양현 남동 | 박랑사가 이곳에 있다. |
| 하남 | 河南 | 뤄양시               | 옛 겹욕(郟鄏) 땅으로, 주무왕이 구정을 이곳으로 옮겼고, 주공이 태평을 이룩하고 별도를 둬 왕성(王城)이라 했으며, 주평왕이 이곳으로 천도했다.                                                                                 |
| 구씨 | 緱氏 | 뤄양시 옌스시 동남   | 유취(劉聚)가 있는데 주나라 대부 유자(劉子)의 봉읍이었다. 연수성(延壽城) 선인사(仙人祠)가 있다. |
| 권   | 卷   | 신샹시 위안양현 서   | |
| 원무 | 原武 | 신샹시 위안양현      | |
| 공   | 鞏   | 정저우시 궁이시      | 동주가 있었다. |
| 곡성 | 穀成 | 뤄양시 북서          | 《우공》의 전수(瀍水)가 참정(朁亭) 북에서 나와서 남동으로 낙수로 들어간다. |
| 고시 | 故市 | 정저우시 북서        | |
| 밀   | 密   | 정저우시 신미시 남동 | 옛 밀(密)나라다. 대외산(大騩山)이 있고 익수(潩水)가 나온다. |
| 신성 | 新成 | 뤄양시 이촨현 남서   | 혜제 4년(기원전 191년)에 두었다. 만중(蠻中)이 있는데 옛 융만자국(戎蠻子國)이다. |
| 개봉 | 開封 | 카이펑시 남서        | 본래 정나라 정 장공이 쌓은 계봉성(啓封城)에서 비롯되었다. 전한 경제시기 경제의 이름을 피휘하기 위해 啓와 같은 뜻을 開자를 사용하여 개봉현으로 개명되었다. 봉지(逢池)가 북동에 있는데, 혹 송나라의 봉택(逢澤)이라고도 한다. |
| 성고 | 成皐 | 정저우시 싱양시 북서 | 옛 호뢰(虎牢)고, 혹은 제(制)라고도 한다. |
| 원릉 | 苑陵 | 정저우시 신정시 북동 | |
| 양   | 梁   | 핑딩산시 루저우시    | 난호취(𢠸狐聚)가 있는데 진나라가 서주를 멸하고 그 임금을 옮긴 곳이다. 양인취(陽人聚)가 있는데 진나라가 동주를 멸하고 그 임금을 옮긴 곳이다. 진나라가 멸한 양(梁)나라와는 다른 곳이다.                                      |
| 신정 | 新鄭 | 정저우시 신정시      | 정나라의 서울로 정나라를 멸한 한나라가 평양에서 이곳으로 천도했다. |

## 신
다음 현의 이름을 고쳤다. 천봉 3년(16년), 따로 군을 두지 않고 특수한 관직(경조윤·좌풍익·우부풍)의 관할지로 둔 전한의 삼보처럼, 보충신경(保忠信卿)이라는 특수한 관직을 두어서 기존 이 군이 관할하는 현을 다스리게 했다.
| 전한       | 신         |
| ---------- | ---------- |
| 낙양(雒陽) | 의양(宜陽) |
| 언사(偃師) | 사성(師成) |
| 평(平)     | 치평(治平) |
| 양무(陽武) | 양환(陽桓) |
| 구씨(緱氏) | 중정(中亭) |
| 원무(原武) | 원환(原桓) |
| 원릉(苑陵) | 좌정(左亭) |

속현 중 형양(滎陽)을 떼어내어 기수군(祈隧郡)을 설치하였고, 진류군을 해체시켜 진류현(陳留縣) 이서를 기수군에 편입시켰다.

## 후한
건무 15년(39년)에 하남윤으로 개칭했다. 하남윤은 서울인 낙양을 관할했으며 다른 태수들보다 한 급 높은 중이천석에 해당했다. 영화 5년(140년) 기준으로 28만 486호, 110만 827명이 있었다. 사예교위부에 속했다. 현의 순서는 《속한서》 군국지를 따르며, 첫 현이 태수의 치소다. 190년(초평 원년) 십상시의 난을 진압한 뒤 정권을 잡은 동탁이 낙양성을 불태우고 군역의 상당수가 군벌 전쟁의 주요 전장이 되면서 크게 황폐화되었다. 196년(건안 원년)헌제 탈출전을 성사시켜 헌제를 비롯한 황실과 중앙 관료들을 장안에서 탈출시킨 조조가 황폐화된 낙양을 대신하여 영천군의 허창으로 수도를 옮기면서 220년 조비가 낙양으로 수도를 옮길때까지 완전히 버려졌다. 213년(건안 18년), 조조가 위공에 오르면서 전국을 13주에서 9주로 개편하는 과정에서 사예교위부가 없어져 예주자사부 관할로 들어갔으며, 형양도위가 떨어져나왔다.
| 현명   | 한자   | 비고 |
| ------ | ------ | --- |
| 낙양현 | 雒陽縣 | 주나라의 성주(成周)며, 성중에 적천(狄泉)이 있다. 당취(唐聚), 상정취(上程聚), 사향취(士鄕聚), 저씨취(褚氏聚), 영기간(榮錡澗), 전정(前亭), 위향(圉鄕), 대해성(大解城)이 있다. |
| 하남현 | 河南縣 | 주공 단이 경영한 낙읍(雒邑)으로 춘추 시대에는 왕성(王城)이라 했다. 동쪽 성문은 정문(鼎門), 북쪽 성문은 건제(乾祭)라 했다. 감성(甘城), 괴향(蒯鄕)이 있다.                    |
| 양현   | 梁縣   | 옛 양나라로 백예(伯翳)의 후손이다. 양인취(陽人聚), 곽양산(霍陽山), 주성(注城)이 있다.                                                                                       |
| 형양현 | 滎陽縣 | 홍구수(鴻溝水), 광무성(廣武城)이 있다. 괵정(虢亭)이 있는데 옛 괵숙(虢叔)의 나라다. 농성(隴城), 박정(薄亭), 오정(敖亭), 형택(熒澤)이 있다.                                   |
| 권현   | 卷縣   | 장성(長城)이 있는데 양무(陽武)를 지나 밀(密)에 이른다. 원옹성(垣雝城), 호성정(扈城亭)이 있다.                                                                               |
| 원무현 | 原武縣 | |
| 양무현 | 陽武縣 | 무강성(武彊城)이 있다. |
| 중모현 | 中牟縣 | 포전택(圃田澤), 청구수(淸口水), 관성(管城), 곡우취(曲遇聚), 채정(蔡亭)이 있다.                                                                                              |
| 개봉현 | 開封縣 | |
| 완릉현 | 苑陵縣 | 비림(棐林), 제택(制澤), 쇄후정(瑣侯亭)이 있다. |
| 평음현 | 平陰縣 | |
| 곡성현 | 穀城縣 | 전수(瀍水)가 나온다. 함곡관(函谷關)이 있다. |
| 구씨현 | 緱氏縣 | 오취(鄔聚), 환원관(轘轅關)이 있다. |
| 공현   | 鞏縣   | 공백국(鞏伯國)이 있었다. 심곡수(尋谷水)가 있다. 동자취(東訾聚)가 있었는데 자성(訾城)이라 한다. 감함취(坎埳聚), 황정(黃亭), 황수(湟水), 명계천(明谿泉)이 있다.               |
| 성고현 | 成睾縣 | 전연수(旃然水), 병구취(瓶丘聚), 만수(漫水), 사수(汜水)가 있다. |
| 경현   | 京縣   | |
| 밀현   | 密縣   | 대추산(大騩山), 매산(梅山), 형산(陘山)이 있었다. |
| 신성현 | 新城縣 | 고도성(高都城), 광성취(廣成聚), 광성원(廣成菀)가 있다. 만취(鄤聚)가 있었는데 옛 만씨(鄤氏)며 당시에는 만중(蠻中)이라 했다.                                                  |
| 언사현 | 匽师縣 | 시향(尸鄕)이 있었는데 춘추 시대에는 시씨(尸氏)라 했다. |
| 신정현 | 新鄭縣 | 시경의 정나라며 축융의 옛 터다. |
| 평현   | 平縣   | |

## 위진
220년 12월 10일, 헌제로부터 선양을 받아 위나라를 세우게 된 조비가 낙양으로 수도를 옮기면서 재건되었다. 영천군으로부터 양적현(陽翟縣)이, 홍농군으로부터 육혼현(陸渾縣)이 본윤으로 이관되었다. 서진 건국이후 266년(태시 2년) 하남윤 동부지역의 옛 형양도위 지역이 형양군으로 분리신설되면서 군역이 축소되었다. 영가의 난시기 한나라의 황제 유연이 보낸 유총의 군대, 석륵, 왕미의 공격을 받으면서 식인이 행해지는 등 황폐해지기 시작했고 결국 311년 4월, 유총이 낙양을 함락시키면서 전조의 지배하에 들어가게 되었다. 11현 114,400호를 거느렸다.
| 현명   | 한자   | 비고 |
| ------ | ------ | --- |
| 낙양현 | 洛陽縣 | 성동쪽에는 건춘문(建春門), 동양문(東陽門), 청명문(淸明門)의 3개문이, 남쪽에는 개양문(開陽門), 평창문(平昌門)、선양문(宣陽門)、건양문(建陽門)의 4개문이 있고, 서쪽에는 광양문(廣陽門)、서명문(西明門)、여합문(閶闔門)의 3개문이, 북쪽에는 대하문(大夏門)과 광막문(廣莫門)이 있었다. |
| 하남현 | 河南縣 | 주나라 동도가 있던 곳이다. 309년 가을, 한나라의 유총, 유요, 유경, 군벌 왕미가 연합하여 하남현에서 서진의 중앙군을 격파하고 낙양성을 포위했다. |
| 공현   | 鞏縣   | |
| 하음현 | 河陰縣 | 조위때 평음현(平陰縣)에서 하음현으로 개명되었다. |
| 신안현 | 新安縣 | |
| 성고현 | 成睾縣 | |
| 구씨현 | 緱氏縣 | |
| 양성현 | 陽城縣 | |
| 신성현 | 新城縣 | |
| 육혼현 | 陸渾縣 | |
| 양현   | 梁縣   | |
| 양적현 | 陽翟縣 | |

## 군수·태수

### 진
- 이유(李由, ? ~ 기원전 208년)

### 전한
- 오공(? ~ 기원전 179년)
- 사마안(무제 시기)
- 위상(? ~ 기원전 77년)
- 위상(? ~ 기원전 72년)
- 엄연년(? ~ 기원전 58년)
- 엄팽조(? ~ 기원전 44년)
- 소신신(? ~ 기원전 33년)
- 필중(? ~ 기원전 32년)
- 한(? ~ 기원전 29년)
- 견존(기원전 29년 ~ ?)
- 왕가(성제 시기)
- 종정자설(기원전 13년 ~ ?)
- 서양(? ~ 기원전 12년)
- 왕숭(? ~ 기원전 4년)
- 진준(평제 시기)

### 경시 정권
- 무발(武勃)

### 후한
- 정침(25년 ~ ?)
- 마황